# Pteris occidentalisinica
Pteris occidentalisinica är en kantbräkenväxtart som beskrevs av Ren-Chang Ching. Pteris occidentalisinica ingår i släktet Pteris och familjen Pteridaceae. Inga underarter finns listade.